# 德氏準舌唇魚
德氏準舌唇魚（学名：Lobocheilos delacouri）为輻鰭魚綱鯉形目鲤科準舌唇魚属的鱼类。分布於亞洲湄公河流域，體長可達12公分，棲息在中底水域。

## 外部連結
德氏準舌唇魚的圖片 （页面存档备份，存于）

## 扩展阅读
維基物種上的相關：德氏準舌唇魚